# Municipio de Newton (condado de Mackinac)
El municipio de Newton (en inglés: Newton Township) es un municipio ubicado en el condado de Mackinac en el estado estadounidense de Míchigan. En el año 2010 tenía una población de 427 habitantes y una densidad poblacional de 1,06 personas por km².

## Geografía
El municipio de Newton se encuentra ubicado en las coordenadas 46°1′57″N 85°44′12″O / 46.03250, -85.73667. Según la Oficina del Censo de los Estados Unidos, el municipio tiene una superficie total de 401.22 km², de la cual 384,86 km² corresponden a tierra firme y (4,08 %) 16,36 km² es agua.

## Demografía
Según el censo de 2010, había 427 personas residiendo en el municipio de Newton. La densidad de población era de 1,06 hab./km². De los 427 habitantes, el municipio de Newton estaba compuesto por el 88,29 % blancos, el 1,17 % eran afroamericanos, el 7,73 % eran amerindios, el 0,23 % eran asiáticos y el 2,58 % eran de una mezcla de razas. Del total de la población el 0,94 % eran hispanos o latinos de cualquier raza.